# Phryganophilus collaris
Phryganophilus collaris is een keversoort uit de familie zwamspartelkevers (Melandryidae). De wetenschappelijke naam van de soort werd in 1859 gepubliceerd door John Lawrence LeConte.